# Klados Gusztáv

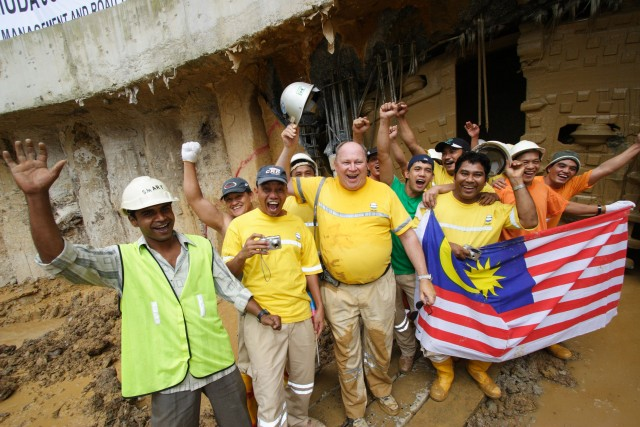
Klados Gusztáv a SMART építésén

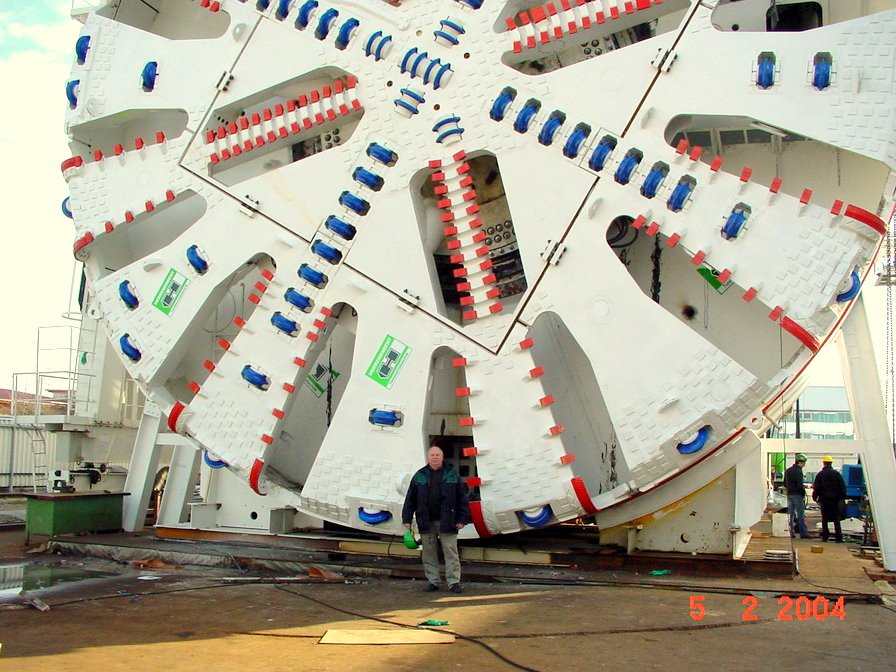
Klados Gusztáv és a fúrópajzs

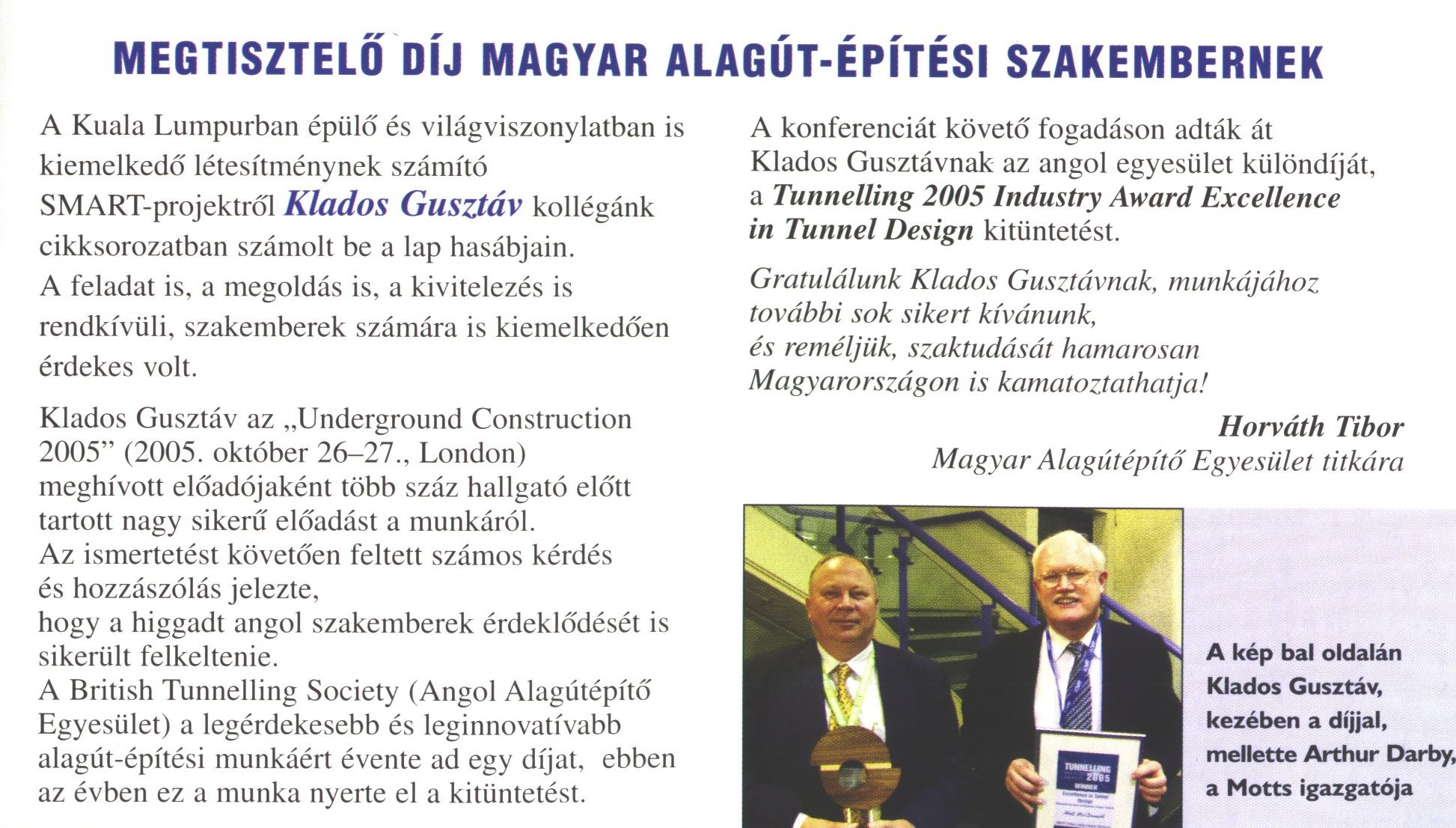
Klados Gusztáv kitüntetése

Klados Gusztáv (Budapest, Erzsébetváros, 1948. –) alagútépítő mérnök, a pajzsos alagútépítés világszerte elismert szaktekintélye. A szakmában csak „metróguru” néven emlegetik.

## Tanulmányai
Állami lakótelepi Általános Iskola (1954–1962) után az akkori pestszentlőrinci Steinmetz Miklós Gimnáziumban (1962–1966) érettségizett. Egyetemi tanulmányai alatt a nyári szünetekben segédmunkásként dolgozott a 2-es és a 3-as metró építésén. 1972-ben kapott építőmérnöki, majd 1976-ban szervező szakmérnöki oklevelet a Budapesti Műszaki Egyetemen, majd később felsőfokú külkereskedelmi végzettséget is szerzett.

## Szakmai pályafutása
1972 és 1980 között már munkahelyi mérnökként, később pajzsos műszakvezetőként a 3-as metró Kun Béla térről (ma Ludovika tér) induló alagútépítési, később a Deák Ferenc téri állomás építési munkálatain, és az onnan induló mechanikus pajzsokon is dolgozott.
1980-tól öt éven át Kalkuttában műszaki tanácsadóként működött az ottani metróépítésen. 1985 és 1987 között a KÉV Metró területi főmérnöke volt, a szolnoki és ezzel párhuzamosan az indiai munkák felügyeletét is rábízták. 1987-ben – immáron projektvezetőként – visszakerült újabb két évre Kalkuttába.
Innen hívták el főépítésvezetőnek 1989-ben a Franciaországot Angliával összekötő La Manche csatorna alatti Csalagút építéséhez. Feladatként a 39 kilométer hosszú északi tengeralatti alagút 18 kilométeres, 8,4 méter átmérőjű szakaszának megépítését kapta az angol oldalon, de a nevéhez köthető a 375 méterenként tervezett, a vonali alagutakat a szervizalagúttal összekötő átjáró folyosók, és a 250 méterenként található, a vonatok torlónyomását a vonali alagutak között kiegyenlítő alagutak megépítése is.
1991-től a HOCHTIEF német- és a MARTI svájci cégek megbízásából építésvezető lett Dél-Afrikában a Lesothói Magasföldi Vízlétesítményen, ahol a dél-afrikai szakasz, az északi vízszállító alagút 22 kilométer hosszú, 5,3 méter átmérőjű alagútját építette. 1995-től az athéni metró 2-es és 3-as vonalán a pajzsos alagútépítési munkák főépítésvezetője volt. 1999-től projekt-, illetve tendervezetőként dolgozott a HOCHTIEF cég ázsiai részlegénél Szingapúrban, majd esseni központjában.
2001-ben került vissza Szingapúrba, ahol a mélyalagutas főgyűjtőcsatorna rendszer egyik 12,5 km hosszú szakaszának építési munkálatait irányította. 2002-től ment át a maláj fővárosba: a GAMUDA nevű malajziai cég alkalmazásában Kuala Lumpurban a 9 kilométer hosszú, 13,25 méter átmérőjű SMART alagút projektet vezette.
Egy rövid újdelhi kitérőt, egy ottani repülőtéri expresszmetrót követően 2008 májusában jött haza Magyarországra. Operatív projektmenedzserként vett részt az M4-es metróvonal első szakasza építésének irányításában. 2008 novemberétől 2011 februárjáig a DBR Metró Projekt Igazgatóság projektigazgatója volt. Lemondása után visszatért Kuala Lumpurba.
A Magyar Alagútépítő Egyesület és a British Tunnelling Society tagja. A Magyar Mérnökakadémia Elnöksége 2010. december 7-én egyhangúlag tagjai közé választotta. Rendszeresen tart külföldi szakmai előadásokat.
A  National Geographic Channel a Különleges építmények és a Discovery Channel az Extreme Engineering sorozatában filmet készített a SMART (Stormwater Management and Road Tunnel) többcélú, autópálya- és árvízelvezető alagút építéséről.

## Magánélete
Nős, két gyermek apja.